# Amphilectus glaber
Amphilectus glaber är en svampdjursart som först beskrevs av Brøndsted 1924.  Amphilectus glaber ingår i släktet Amphilectus och familjen Esperiopsidae. Inga underarter finns listade i Catalogue of Life.